# امیل کوپلینگر
امیل کوپلینگر (انگلیسی: Emil Köpplinger; ۱۹ دسامبر ۱۸۹۷ – ۲۹ ژوئیهٔ ۱۹۸۸) بازیکن فوتبال اهل آلمان بود.
از باشگاه‌هایی که در آن بازی کرده‌است می‌توان به باشگاه فوتبال نورنبرگ اشاره کرد.
وی همچنین در تیم ملی فوتبال آلمان بازی کرده‌است.